# Ebracher Hof (Schweinfurt)

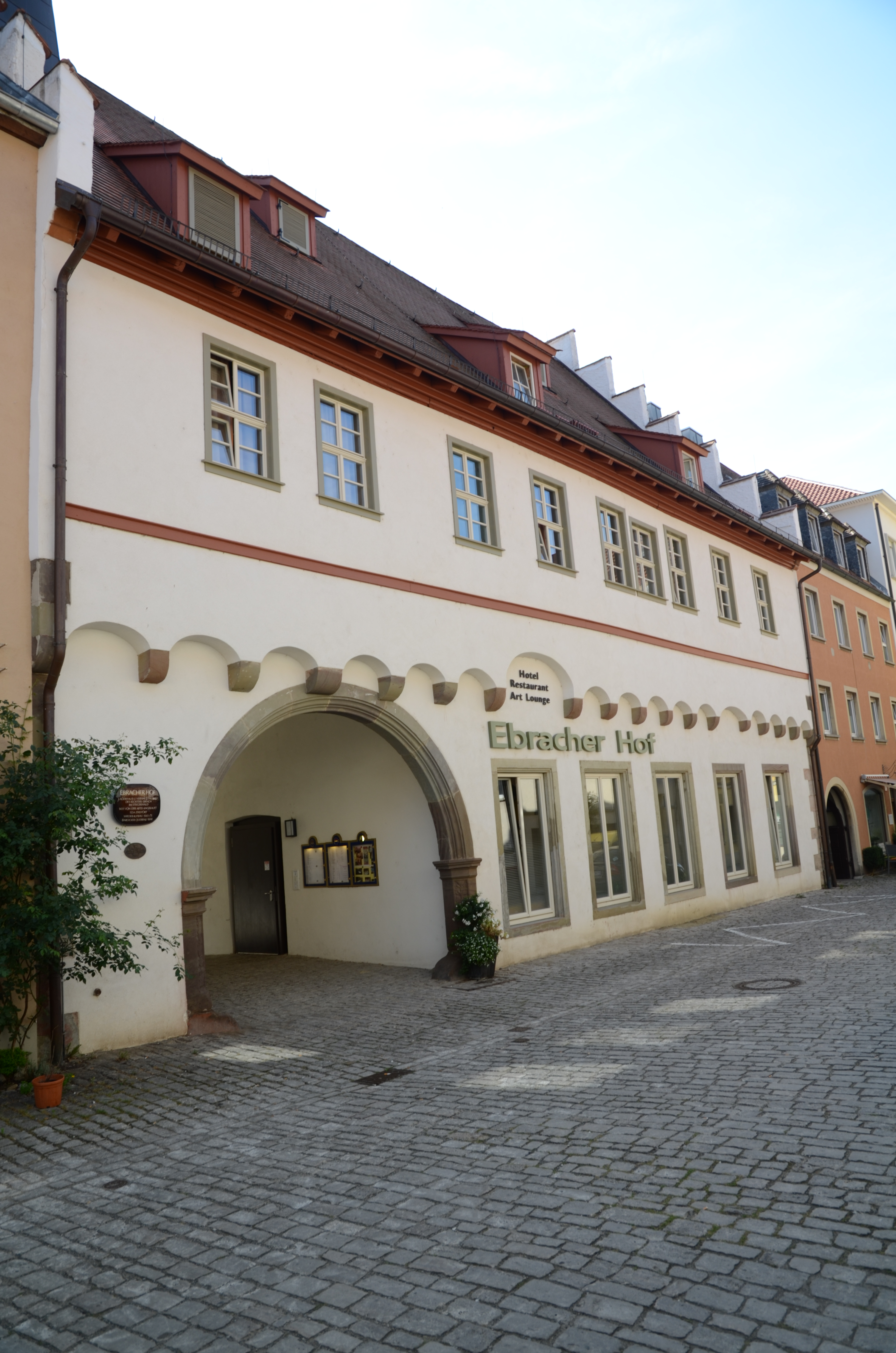
Vorderhaus des Ebracher Hofs in Rittergasse mit Hotel und Restaurant

Der Ebracher Hof in Schweinfurt ist ein ehemaliger Klosterhof der Zisterzienserabtei Ebrach. Er diente der Speicherung von Erträgen der klostereigenen landwirtschaftlichen Besitzungen im Raum Schweinfurt. Er wurde im 15. Jahrhundert gegründet und ist ein geschütztes Baudenkmal. Heute befinden sich darin die Stadtbücherei und ein kleines Hotel mit Restaurant.

## Lage

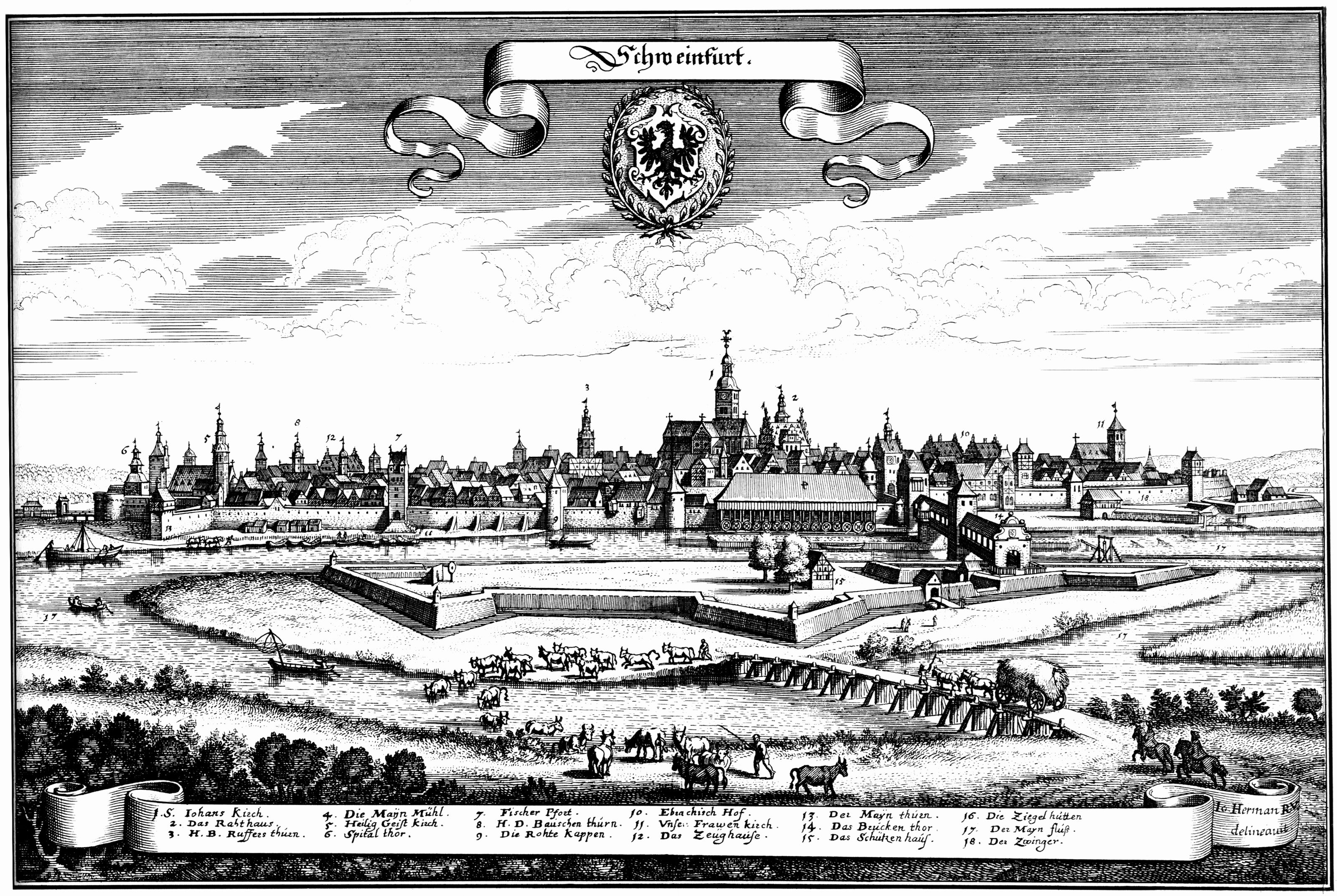
Schweinfurt auf einem Merian-Stich von 1648, mit Ebracher Hof (Nr. 10)

Der Ebracher Hof liegt im Südosten der Schweinfurter Altstadt, in einem ihrer ältesten Viertel, dem kleinen Quartier Zürch. Der einstige Klosterhof liegt unweit von Main, Museum Georg Schäfer und Rathaus. 
Die Hofanlage erstreckt sich parallel zur Brückenstraße, zwischen Rittergasse und Paul-Rummert-Ring.

## Geschichte
Besitzungen in Schweinfurt erhielt das Kloster erstmals im Jahr 1431. Um die umliegenden Besitzungen besser verwalten zu können, ließen die Mönche einen Amtssitz in der Stadt errichten. Dieser Hof des 15. Jahrhunderts war der Anlaufpunkt des Abtes Johannes II. Leiterbach, als er 1521 auf dem Rückweg vom Wormser Reichstag vom Würzburger Fürstbischof verfolgt wurde. In der Freien Reichsstadt Schweinfurt war er sicher.

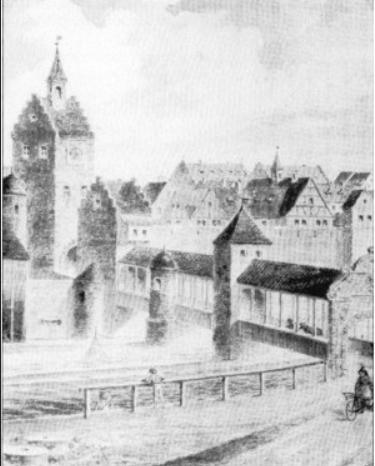
Staubbrücke vor 1833. Am Bildhorizont die beiden Giebel des Ebracher Hofs

Im Zweiten Markgrafenkrieg („Zweites Stadtverderben“) brannte der Ebracher Hof 1554 bis auf die Außenmauern aus. Beim anschließenden Wiederaufbau 1578 entstand unter Abt Leonhard Rosen der heutige Bau als Dreiflügelanlage. Im Dreißigjährigen Krieg wurde die Stadt von den Schweden besetzt und den protestantischen Schweinfurtern gelang es, in den Besitz des katholischen Klosterhofes zu kommen. Sie hatten den Abt Johannes V. Dressel des Verrates angeklagt.

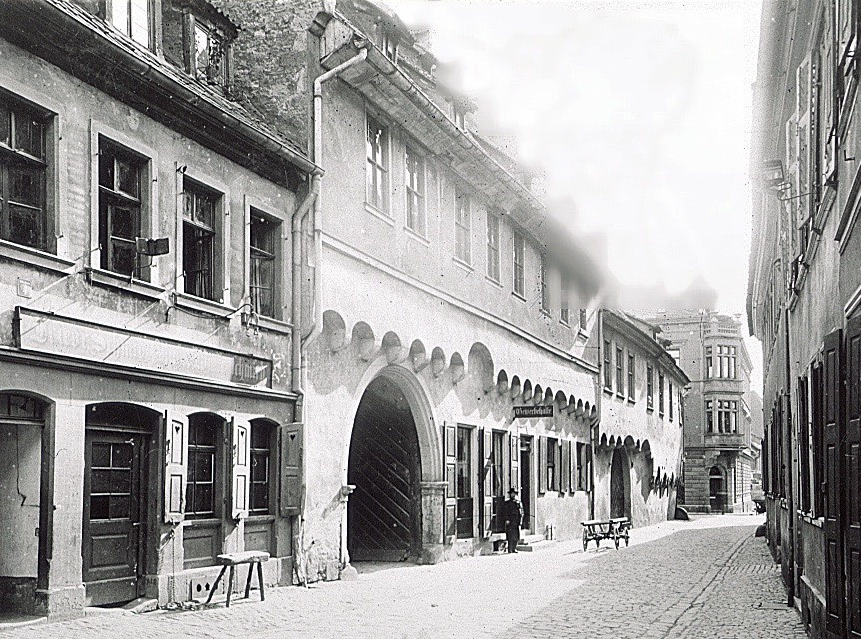
Vorderhaus in der Rittergasse Anfang des 20. Jahrhunderts

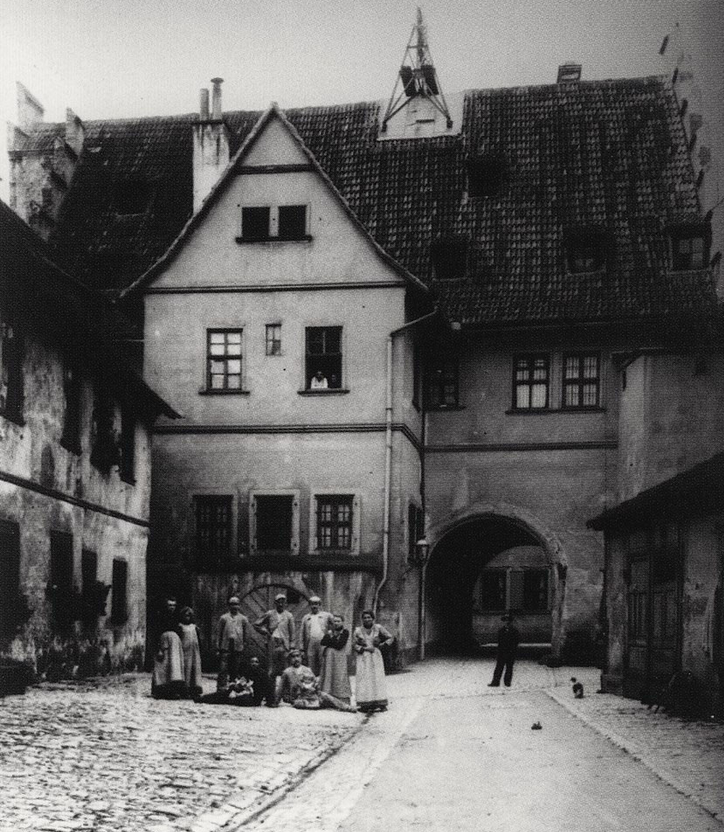
Innenhof mit Vorderhaus und Ökonomiegebäude (links) 1905

Nach dem Krieg wurde das Gebäude an das Kloster zurückgegeben. Im Jahr 1698 sind wiederum Bauarbeiten am Gebäude überliefert. Nun veränderte sich das Bild des Hofes im Laufe der Jahrhunderte nicht mehr, lediglich die nötigsten Schäden wurden ausgebessert. Nach der Säkularisation wurde der Hof, wie der Rest des Klosterbesitzes, verkauft. Da die Hospitalstiftung Schweinfurt ihr angestammtes Spital räumen musste, erhielt sie als Gegenwert u. a. den Ebracher Hof, der ihr bis 1846 als Spital diente. 1812 waren im Ebracher Hof 45 Personen untergebracht.
Die Stadt Schweinfurt wollte die große Gemäldesammlung des Industriellen Georg Schäfer, unter anderen mit weltbekannten Bildern von Carl Spitzweg, im Ebracher Hof unterbringen. Anfang der 1990er Jahre ging hierzu der Architekt Alexander von Branca (München) als Sieger eines Architektenwettbewerbs hervor. Der Entwurf wurde jedoch nicht verwirklicht. Das Museum wurde gegenüber dem Ebracher Hof errichtet (siehe Museum Georg Schäfer, Geschichte des Museums). 2004 schließlich begann der Umbau des Ebracher Hofs zur Stadtbücherei und einem Hotel (siehe Heutige Nutzung).
Der Ebracher Hof wird heute als Baudenkmal eingeordnet.

## Beschreibung

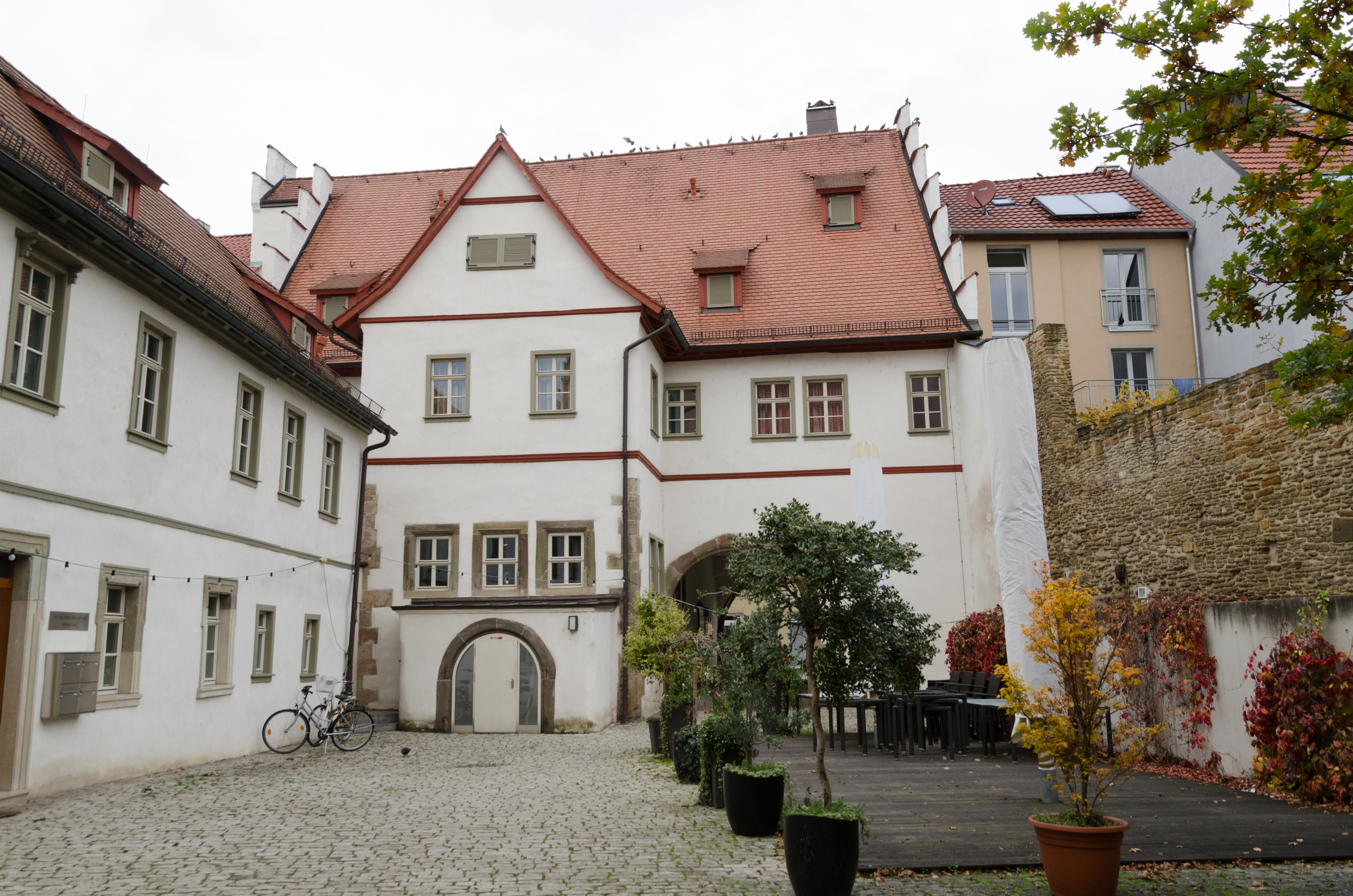
Selbes Motiv wie oberes Bild, 2013

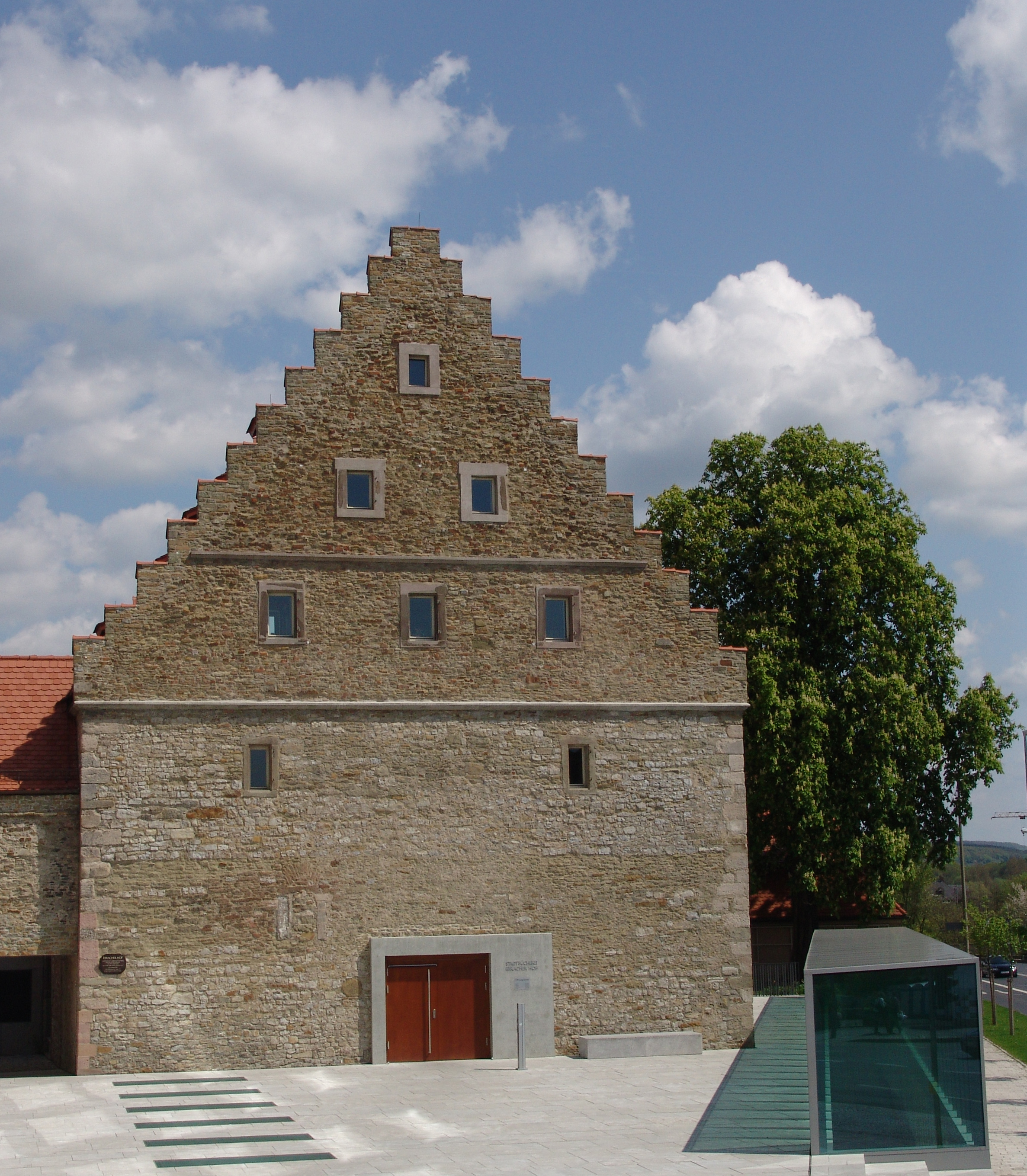
Speicherbau und Piazza mit Oberlichtern der Stadtbücherei

Der Hof präsentiert sich als Dreiflügelanlage aus den Jahren 1565 bis 1575 und besteht aus Wohnhaus, Ökonomiegebäude und Speicherbau.
Das Vorderhaus an der Rittergasse ist ein traufseitiges Wohngebäude mit Staffelgiebel und zwei Geschossen. Das Obergeschoss wurde vorkragend gestaltet. Eine Tordurchfahrt mit Rundbogen führt in den Innenhof. An der hinteren Hofseite befindet sich der Speicherbau, auch Zehntscheune genannt, ein Hausteinmauerwerksbau, ebenfalls mit Staffelgiebel und Satteldach. Er entstand auch im 16. Jahrhundert und besteht aus zwei Vollgeschossen und drei Dachgeschossen.
Im Jahr 1698 wurde das zweigeschossige Ökonomiegebäude errichtet, ein barocker Seitenflügel entlang der Westseite des Hofs, als Verbindung zwischen Vorderhaus und Speicherbau.

## Heutige Nutzung
Der Ebracher Hof wurde 2004–2007 umfassend saniert und ausgebaut, nach Entwürfen des Architekturbüros Bruno Fioretti Marquez (Berlin). Im Wohnflügel, dem Vorderhaus an der Rittergasse, ist seitdem das kleine Hotel Ebracher Hof mit Restaurant und einer Bilderausstellung untergebracht. Der Speicherbau wurde zur Stadtbücherei umgebaut, mit einem neuen Tiefgeschoss unter einer kleinen Piazza mit Oberlichtern. Die Piazza wird von der sogenannten Laterne, einem 33 m langen weiteren Oberlicht der Stadtbücherei begrenzt. Die Laterne folgt dem Lauf der in diesem Bereich nicht mehr erhaltenen Stadtmauer. Im Ökonomiegebäude ist die Verwaltung der Bücherei untergebracht
„Josè Marquez hat sich dem historischen Bau mit Respekt genähert und ihm gleichzeitig selbstbewusste moderne Elemente entegegengesetzt [...] Bestes Beispiel: die acht raumteilenden Regale im Eingangsbereich … Marquez nennt sie Magic Boxes, entworfen hat er sie nach einem Besuch in New York, wo ihn Skulpturen des Bildhauers Richard Serra inspiriert haben. Sie sind schwarz, wie der Fußboden aus poliertem Teer, der an Terrazzoböden erinnert. Das alte Fachwerk und die Wände sind in Weiß gehalten. [...] Der erste Stock ist die Heimat der Belletristik mit dem literarischen Kabinett in der ehemaligen Kapelle, an die ein gotisches Maßwerkfenster erinnert. Jede Abteilung hat ihre eigene Leseecke, für die Marquez schlichte Tische mit eleganten Leselampen entworfen hat. [...] Der in architektonischer Hinsicht spannendste Raum ist das Untergeschoss, die Sachbuchabteilung: zwei trapezförmige Flächen um eine mächtige Bruchsteinwand. Tageslicht kommt aus drei Quellen, die auch eine wesentliche gestalterische Funktion haben: dem [...] Glasriegel, Oberlichtern auf dem Vorplatz, die die Besucher auf den Haupteingang zuführen und als drittes Element die Glaswand am Ostende des Raumes [...] Hinter der Bruchsteinwand verbirgt sich der freigelegte Gewölbekeller, heute Veranstaltungsraum [...] zu Lesungen mit bekannten Autoren [...] Roger Willemsen und Hellmuth Karasek waren schon da.“
2008 wurde der Ebracher Hof vom Deutschen Architekturmuseum in Frankfurt am Main zu den „24 besten Bauwerken Deutschlands“ gekürt.

## Ensemble mit Nachbargebäuden
Die Stadtbücherei bildet mit dem Hauptzollamt ein Bauensemble. Letzteres wurde ebenfalls vom Architekturbüro Bruno Fioretti Marquez entworfen. Das Ensemble wurde 2007 mit dem Theodor-Fischer-Preis ausgezeichnet. Die 18 großen Fenster des Hauptzollamtes wurden so angeordnet, dass sich datin der Stufengiebel des Ebracher Hofs spiegelt: „was durchaus als Metapher für die Beziehung der beiden Gebäude verstanden werden darf.“
Darüber hinaus bildet dieses Ensemble zusammen mit dem Museum Georg Schäfer (2000) und dem Bayerischen Landessozialgericht (2000) ein noch größeres Bauensemble beiderseits der Brückenstraße, das vom Main kommend ein Eingangstor in die Altstadt bildet (siehe Schweinfurt, Weltliche Bauten, Entrée Maxbrücke).